# 阿穆特湖 (布里亞特共和國)
55°17′44″N 111°46′39″E / 55.29556°N 111.77750°E
阿穆特湖（俄语：Амут），是俄羅斯的湖泊，位於該國南部，由布里亞特共和國負責管轄，處於庫魯姆坎區，長6公里、寬3.5公里，湖岸線長度19公里，平均水深73米。